# ماریان براندون

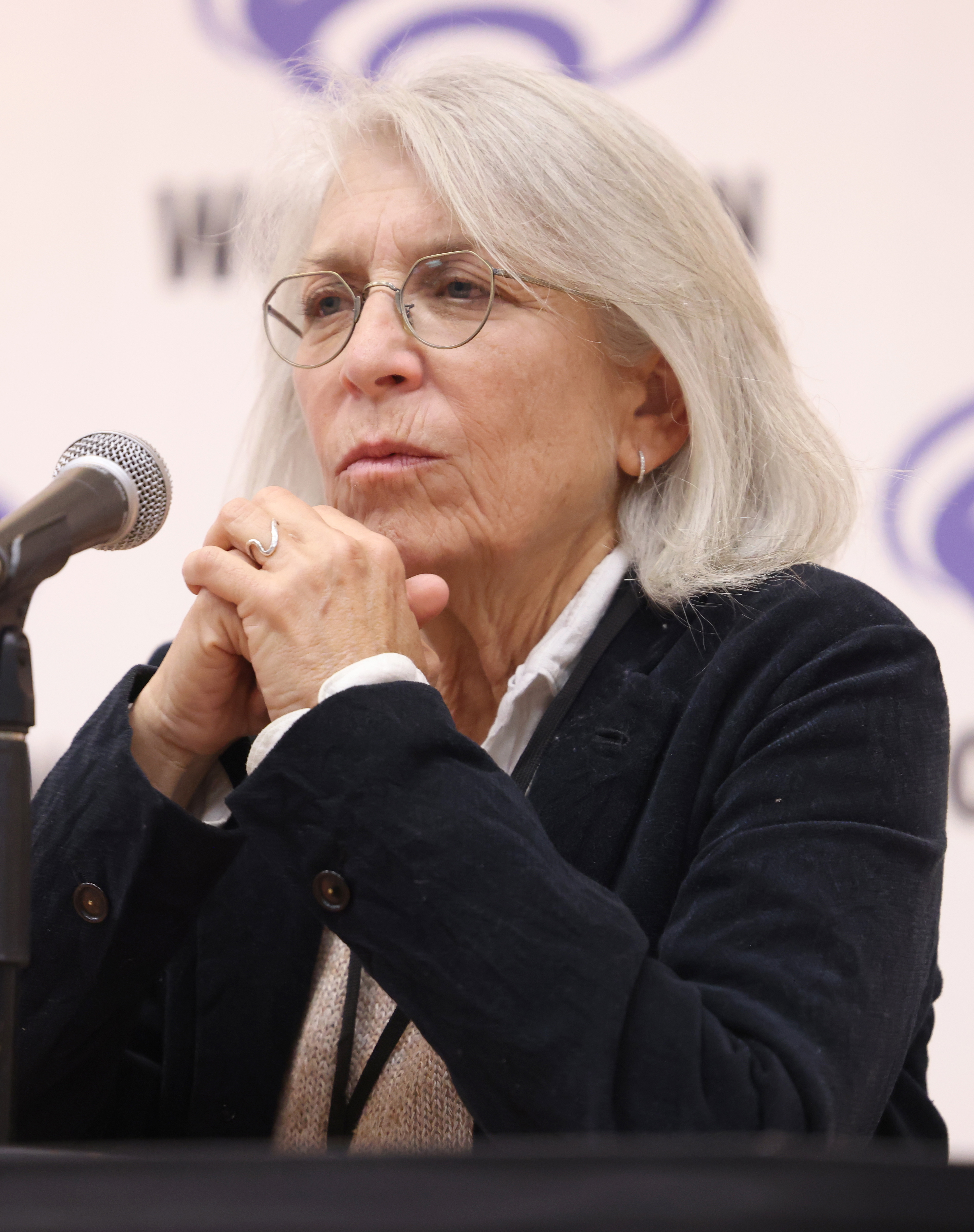
ماریان برنادون

ماریان براندون (انگلیسی: Maryann Brandon) یک تدوین‌گر اهل ایالات متحده آمریکا است.

## فیلم‌شناسی
- Bingo - 1991
- The Birds II: Land's End - 1994
- Born to Be Wild - 1995
- Grumpier Old Men - 1995 (co-edited with Seth Flaum and بیلی وبر)
- A Thousand Acres - 1997
- The Miracle Worker - 2000
- آلیاس - 2001–۰۵
- مأموریت غیرممکن ۳ - ۲۰۰۶
- The Jane Austen Book Club - 2007
- پیشتازان فضا - ۲۰۰۹
- چگونه اژدهای خود را تربیت کنیم - 2010 (co-edited with Darren T. Holmes)
- سوپر ۸ - ۲۰۱۱
- پاندای کونگ‌فوکار ۲ - ۲۰۱۲
- پیشتازان فضا به سوی تاریکی - ۲۰۱۳
- عشق بی‌پایان - ۲۰۱۴
- جنگ ستارگان: نیرو برمی‌خیزد - ۲۰۱۵